# Primatológia
A primatológia a zoológia (állattan), azon belül a mammalógia (emlőstan) főemlősökkel foglalkozó tudományága. E tudományággal foglalkozó tudósokat primatológusoknak nevezik. Kutatási területe a főemlősök (Primates) rendjébe tartozó élőlények, így az ember is. Az emberekkel foglalkozó ága az antropológia (embertan).

## Híres nyugati primatológusok
- Jeanne Altmann[1]
- Sarah Blaffer Hrdy
- Christophe Boesch
- Geoffrey Bourne
- Josep Call
- C. R. Carpenter
- Colin Chapman[2]
- Dorothy Cheney (scientist)
- Charles Darwin
- Frans de Waal
- Thomas Defler
- Alejandro Estrada
- Linda Fedigan
- Dian Fossey
- Agustin Fuentes
- Birutė Galdikas
- Paul Garber
- Richard Lynch Garner
- Jane Goodall
- Colin Groves
- Harry Harlow
- Philip Hershkovitz
- Alison Jolly
- Nadezhda Ladygina-Kohts
- Louis Leakey
- Robert D. Martin[3]
- Emil Wolfgang Menzel, Jr.
- Russell Mittermeier
- John R. Napier
- Carlos A. Peres[4]
- Anne E. Russon
- Jordi Sabater Pi
- Robert Sapolsky
- Carel van Schaik
- Robert Seyfarth (scientist)
- Meredith Small
- Barbara Smuts
- Craig Stanford
- Karen B. Strier
- Robert W. Sussman
- Michael Tomasello
- Sherwood Washburn
- David P. Watts
- Richard Wrangham